# Tratado de Cahuenga
O Tratado de Cahuenga (espanhol: Tratado de Cahuenga), também chamado de Capitulação de Cahuenga (Capitulación de Cahuenga), foi um acordo de 1847 que encerrou a conquista da Califórnia, resultando em um cessar-fogo entre californianos e americanos. O tratado foi assinado no Campo de Cahuenga em 13 de janeiro de 1847, encerrando a luta da Guerra Mexicano-Americana na Alta Califórnia (atual Califórnia). O tratado foi redigido em inglês e espanhol por José Antonio Carrillo e assinado por John C. Frémont, representando as forças americanas, e Andrés Pico, representando as forças mexicanas.
O tratado exigia que os californianos desistissem de sua artilharia e previa que todos os prisioneiros de ambos os lados fossem imediatamente libertados. Aqueles californianos que prometeram não pegar em armas novamente durante a guerra e obedecer às leis e regulamentos dos Estados Unidos foram autorizados a retornar pacificamente para suas casas e ranchos. Eles deveriam ter os mesmos direitos e privilégios concedidos aos cidadãos dos Estados Unidos e não seriam obrigados a fazer um juramento de lealdade até que um tratado de paz fosse assinado entre os Estados Unidos e o México, e recebessem o direito de privilégio de deixar o país se assim o desejassem.
Sob o posterior Tratado de Guadalupe Hidalgo em 1848, o México cedeu formalmente a Alta Califórnia e outros territórios aos Estados Unidos, e a disputada fronteira do Texas foi fixada no Rio Grande. Como quase todos os californianos, se tornaram cidadãos americanos com plenos direitos legais e de voto, Pico mais tarde tornou-se deputado estadual e, em seguida, senador estadual representando Los Angeles na Legislatura do Estado da Califórnia.